# Амуре
Амуре (фр. Amuré) — город на западе центральной части Франции в департаменте по Дё-Севр в регионе Новая Аквитания.
Общая природная территория в Маре- Пуатвен, он находится в региональном парке Маре-Пуатвен.

## География
Амуре — муниципалитет в агломерационном сообществе Ньорте (Niortais).

## Демография
Динамика численности жителей известна из переписей населения, проводимых в муниципалитете с 1793 года. В 2017 году в городе проживало 428 жителей, что на 12,3 % меньше, чем в 2012 году.

## Известные личности
- Здесь родился скульптор Ален Метайер (Alain Métayer) (1926—2010).